# Thyregod Sogn

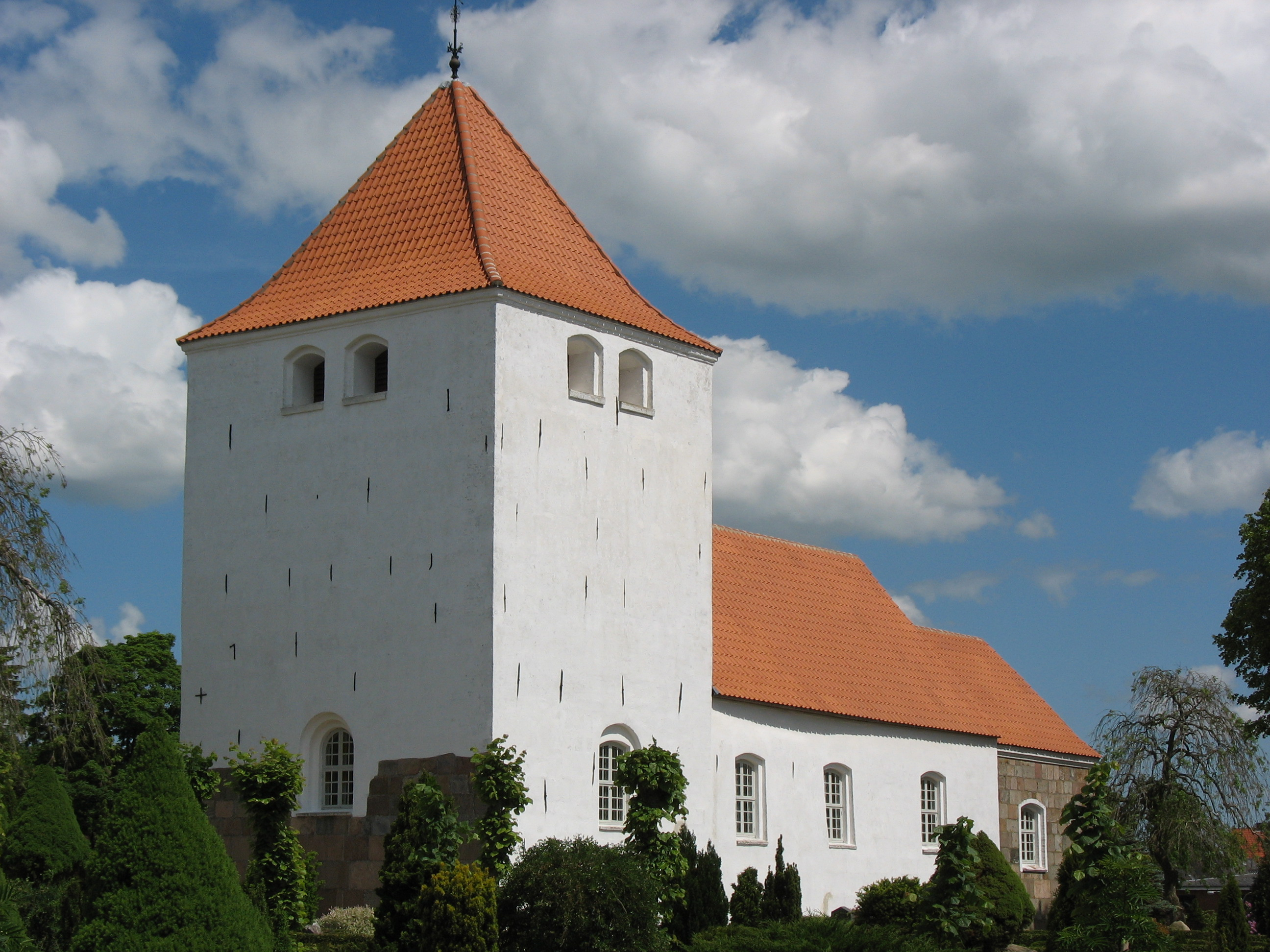
Thyregod Kirke

Thyregod Sogn ist eine Kirchspielsgemeinde (dänisch Sogn) im südlichen Dänemark. Bis 1970 gehörte sie zur Harde Nørvang Herred im damaligen Vejle Amt, danach zur Give Kommune im erweiterten Vejle Amt, die im Zuge der  Kommunalreform zum 1. Januar 2007 in der „neuen“ Vejle Kommune in der Region Syddanmark aufgegangen ist.
Im Kirchspiel leben 2066 Einwohner, davon 1346 im Kirchdorf (Stand:1. Januar 2023). Im Kirchspiel liegt die Kirche „Thyregod Kirke“.
Nachbargemeinden sind im Osten Vester Sogn, im Südosten Øster Nykirke Sogn und im Südwesten Give Sogn, ferner in der benachbarten Ikast-Brande Kommune im Westen Brande Sogn und im Norden Ejstrup Sogn.